# Woolston (Nouvelle-Zélande)
Woolston est un faubourg de la ville de Christchurch dans l'île du Sud de la Nouvelle-Zélande, situé à 3 km au sud-est du centre-ville. Il est traversé par le Heathcote.

## Histoire
Les premières mentions écrites de l'endroit par les colons font état dans leurs titres de propriété du nom de Roimata, signifiant « larme » en maori. La paroisse anglicane St John the Evangelist est érigée en 1857. Une nouvelle église est construite en 1882. Une troisième est bâtie en 1960. Jusqu'au début des années 1870, l'endroit est appelé Lower Heathcote. C'est à cette époque que le nom de Woolston apparaît, en référence à la ville natale en Angleterre d'un gros commerçant du nom de Hopkins, de ce qui devient alors un petit bourg. Celui-ci ouvre en 1863 le Woolston Emporium, un grand magasin de deux étages. En 1921, Woolston est agrégé à Christchurch.
Le Heathcote permet à un certain nombre d'usines et de fabriques de s'installer, notamment dans le secteur prépondérant de la laine et de la tannerie. Au XXe siècle c'est l'industrie du caoutchouc qui s'implante également ici, ainsi que la colle, le vernis ou la fabrication de gélatine. Woolston a donc dès lors une forte identité ouvrière.